# Komarówka (rejon tepłycki)
Komarówka (ukr. Комарівка) – wieś na Ukrainie, w rejonie tepłyckim obwodu winnickiego, na wschodnim Podolu.
W czasach I Rzeczypospolitej wieś leżała w województwie bracławskim w prowincji małopolskiej Korony Królestwa Polskiego. W 1789 była prywatną wsią należącą do Potockich. Odpadła od Polski w wyniku II rozbioru. Pod zaborami należała do Czarnomskich.

## Dwór
Piętrowy dwór wybudowany na początku XIX w. przez Alojzego Czarnomskiego, od frontu portyk z czterema kolumnami, podjazd. Obok stajnia w stylu mauretańskim.